# Vzmetna tehtnica
Vzmetna tehtnica, tudi dinamometer ali silomer, je priprava za merjenje sil. Velikost sile se pokaže kot deformacija elastičnega telesa, po navadi vijačne vzmeti, ki je najpogostejša pri enostavnih dinamometrih. Raztezek vzmeti je po Hookovem zakonu premosorazmeren s silo. Beseda DINAMOMETER je sestavljena iz dveh grških besed : DUNAMIS (silovitost, velika gibčnost) in METRON (mera). Torej pomeni meter za silovitost, kar lahko prevedemo v meter za sile, oziroma silomer. 